# Onthophagus simius
Onthophagus simius là một loài bọ cánh cứng trong họ Bọ hung (Scarabaeidae).